# 暗黑传说
《暗黑传说》是由Atlus和Red Company开发，Victor音乐产业于1990年在日本首发的PC Engine平台平台游戏。如同前作《魔境传说》，玩家在游戏中一边打倒敌人一边闯关。游戏剧情是打败在国家继承斗争中借用魔力而获得强大力量的哥哥，拯救世界。
游戏杂志《Famicom通信》为游戏打出23分（满分40分）。